# M/S Mikołaj Kopernik
M/S Mikołaj Kopernik är en fraktfärja som gick mellan Ystad och Świnoujście. Hon är nu såld till ett turkiskt rederi. Hon byggdes år 1974 av Trosvik Mekaniske Verksteder, Norge. Hennes systerfartyg var M/S Jan Heweliusz som kapsejsade och sjönk den 14 januari 1993.
- Rederi Polferries
- Max. fart    15,5 knop
- Marschfart   14,5 knop
- Lastkapacitet 
  - Huvuddäck    372 m järnväg eller 390 m för lastbilar
  - Övre däck    340 m
- Höjd på lastdäck 
  - Huvuddäck    5,20 m
  - Övre däck    4,25 m
- Tillåtet axeltryck 
  - Huvuddäck    25 ton/fyrahjulsaxel
  - Övre däck    10 ton/axel